# Сен-Мишель-де-Шайоль
Сен-Мише́ль-де-Шайо́ль (фр. Saint-Michel-de-Chaillol, окс. Sant Michèu) — коммуна во Франции, находится в регионе Прованс — Альпы — Лазурный Берег. Департамент коммуны — Верхние Альпы. Входит в состав кантона Сен-Бонне-ан-Шансор. Округ коммуны — Гап.
Код INSEE коммуны — 05153.

## Население
Население коммуны на 2008 год составляло 334 человека.
| 1962 | 1968 | 1975 | 1982 | 1990 | 1999 | 2008 |
| ---- | ---- | ---- | ---- | ---- | ---- | ---- |
| 231  | 232  | 253  | 316  | 336  | 301  | 334  |

## Экономика
Основу экономики составляет зимний туризм, а также сельское хозяйство и животноводство.
В 2007 году среди 228 человек в трудоспособном возрасте (15—64 лет) 162 были экономически активными, 66 — неактивными (показатель активности — 71,1 %, в 1999 году было 70,5 %). Из 162 активных работали 156 человек (89 мужчин и 67 женщин), безработных было 6 (3 мужчин и 3 женщины). Среди 66 неактивных 12 человек были учениками или студентами, 36 — пенсионерами, 18 были неактивными по другим причинам.

## Фотогалерея
- Шайоль
- Колокольня церкви Сен-Пьер
- Памятник погибшим в Первой мировой войне
- Мост через реку Маррон